# Rotem (Bik'at ha-Jarden)
Rotem (hebrejsky רותם, podle názvu trnitého keře „Retama“ - hebrejsky „Rotem“, například v 1. knize královské 19,4, v oficiálním přepisu do angličtiny Rotem) je izraelská osada a vesnice typu společná osada (jišuv kehilati) na Západním břehu Jordánu v distriktu Judea a Samaří a v Oblastní radě Bik'at ha-Jarden.

## Geografie
Nachází se v nadmořské výšce 36 metrů pod úrovní moře, v severní části Jordánského údolí, cca 53 kilometrů severně od centra Jericha, cca 67 kilometrů severovýchodně od historického jádra Jeruzalému a cca 75 kilometrů severovýchodně od centra Tel Avivu. Na západě od vesnice se z příkopové propadliny Jordánského údolí zvedá prudký hřbet hornatiny Samařska. Západně od obce také teče vádí Nachal Milcha.
Osada je na dopravní síť Západního břehu Jordánu napojena pomocí místní silnice číslo 578, která je součástí takzvané Alonovy silnice, významné severojižní dopravní osy Jordánského údolí. Rotem leží cca 4 kilometry od řeky Jordán.

## Dějiny
Rotem je relativně mladou osadou, protože její proměna na civilní sídlo začala teprve počátkem 21. století. Plnohodnotný oficiální status získala až po roce 2010, třebaže už předtím měla samostatné zastoupení v Oblastní radě Bik'at ha-Jarden. Leží na Západním břehu Jordánu, jehož osidlování bylo zahájeno Izraelem až po jeho dobytí izraelskou armádou, tedy po roce 1967. Jordánské údolí patřilo mezi oblasti, kde došlo k zakládání izraelských osad nejdříve. Takzvaný Alonův plán totiž předpokládal jeho cílené osidlování a anexi.
V případě této konkrétní lokality ale rozhodnutí o založení nové osady přijala izraelská vláda až 3. června a 15. července 1979, kdy zde souhlasila s plánovaným vznikem osady typu Nachal (tedy polovojenské osídlení) pod pracovním názvem Nachal Ro'i Gimel. Ani pak ale ještě k založení osady nedošlo. Ještě 14. února 1982 izraelská vláda pouze schvaluje její budoucí zřízení - nyní byla pracovně označována jako Ma'ale Meluhim nebo Nachal Eliša (nezaměňovat se stejnojmennou osadou Nachal Eliša u Jericha). Po výhledové proměně na běžnou civilní osadu měla mít kapacitu až sto rodin. Plán aktivit oddílů nachal pro roky 1982-1983 skutečně v tomto období počítal s výstavbou osady. Došlo k tomu ale až v roce 1984. Stále ovšem šlo jen o osídlení typu nachal - tedy spíše malou vojenskou základnu izraelské armády. Převod na civilní sídlo se nedařil.
V tomto stavu pak zůstala lokalita až do počátku 21. století. Teprve v roce 2001 byl Nachal Rotem proměněn na civilní sídlo, když se tu usadilo několik převážně mladších lidí - sekulárních i nábožensky založených, kteří zde vytvořili vlastní komunitu, která kombinuje judaismus a ekologické uvědomění. Členové komunity zde provozují firmu vyrábějící přírodní kosmetiku, organický olivový háj, léčitelství a malou pekárnu. V budoucnu se plánují vybudovat rekreační a lázeňský areál.
Počátkem 21. století nebyla osada stejně jako celé území Oblastní rady Bik'at ha-Jarden zahrnuta do projektu Izraelské bezpečnostní bariéry. Izrael si od konce 60. let 20. století v intencích Alonova plánu hodlal celý pás Jordánského údolí trvale ponechat. Budoucnost vesnice závisí na parametrech případné mírové dohody mezi Izraelem a Palestinci.

## Demografie
Obyvatelstvo obce Rotem je v databázi rady Ješa popisováno jako smíšené, tedy složené ze sekulárních i nábožensky založených Izraelců.
Data za rok 2003 tu uváděla 24 obyvatel. Organizace Peace Now zde k červnu 2006 uváděla 18 obyvatel. Internetové stránky obce zde v roce 2009 uváděly více než 20 rodin.
Podle údajů z roku 2014 tvořili naprostou většinu obyvatel v Rotem Židé (včetně statistické kategorie „ostatní“, která zahrnuje nearabské obyvatele židovského původu ale bez formální příslušnosti k židovskému náboženství). Jde o menší sídlo vesnického typu. K 31. prosinci 2014 zde žilo 157 lidí. Během roku 2014 populace stoupla o 19,8 %.
| Rok            | 2012 | 2013 | 2014 |
| -------------- | ---- | ---- | ---- |
| Počet obyvatel | 110  | 131  | 157  |